# Garfield Blair
Garfield Montgomery Blair II (Orange, 24 marzo 1987) è un ex cestista statunitense con cittadinanza giamaicana.

## Carriera
Con la Giamaica ha disputato i Campionati americani del 2013.